# Miller Anderson (skoczek do wody)
Miller Altman Anderson  (ur. 27 grudnia 1922 w Columbus, zm. 29 października 1965 tamże) – amerykański skoczek do wody. Dwukrotny medalista olimpijski.
Brał udział w dwóch igrzyskach olimpijskich (IO 48, IO 52), na obu zdobywał  srebrne medale w skokach z trzymetrowej trampoliny. Podczas obu startów wyprzedzali go rodacy – w 1948 Bruce Harlan, w 1952 Skippy Browning. Zdobył dwa medale igrzysk panamerykańskich w 1951 – srebro w skokach z trzymetrowej trampoliny, brąz w skokach z wieży. Wśród zdobytych przez niego tytułów można wymienić m.in. 5 triumfów w mistrzostwach NCAA. W 1967 został przyjęty w poczet członków International Swimming Hall of Fame.